# The Hand of the Heiress
The Hand of the Heiress è un cortometraggio muto del 1910 prodotto dalla Lubin. Il nome del regista non viene riportato nei credit del film.

## Trama
Una ragazza scappa di casa per sfuggire a un matrimonio combinato, trovando così il suo vero amore.

## Produzione
Il film fu prodotto dalla Lubin Manufacturing Company.

## Distribuzione
Distribuito dalla Lubin Manufacturing Company, il film - un cortometraggio di 150 metri di genere romantico - venne distribuito nelle sale statunitensi il 14 febbraio 1910, il giorno di San Valentino.
Nelle proiezioni, veniva programmato con il sistema dello split reel, accorpato in un'unica bobina con un altro cortometraggio dello stesso genere sentimentale prodotto dalla Lubin, Loving Hearts.